# Liste der Stolpersteine in Angermünde
Die Liste der Stolpersteine in Angermünde enthält die Stolpersteine in Angermünde, die an das Schicksal der Menschen erinnern, die während der Zeit des Nationalsozialismus ermordet, deportiert, vertrieben oder in den Suizid getrieben wurden oder flohen. Die Stolpersteine wurden von Gunter Demnig verlegt.
Die ersten Verlegungen in Angermünde erfolgten am 27. Oktober 2012.

## Verlegte Stolpersteine
In Angermünde wurden elf Stolpersteine an zwei Anschriften verlegt.
| Stolperstein | Inschrift                                                                                        | Verlegeort           | Name, Leben           |
| ------------ | ------------------------------------------------------------------------------------------------ | -------------------- | --------------------- |
|              | HIER WOHNTE ELLA FREUNDLICH GEB. STEINECKE GEB. 1897 DEPORTIERT 1942 ERMORDET IM BESETZTEN POLEN | Schwedter Straße 2 · | Ella Freundlich       |
|              | HIER WOHNTE EVA FREUNDLICH GEB. 1930 DEPORTIERT 1942 TRAWNIKI ERMORDET 1942                      | Schwedter Straße 2 · | Eva Freundlich        |
|              | HIER WOHNTE LEO FREUNDLICH GEB. 1886 DEPORTIERT 1942 ERMORDET IM BESETZTEN POLEN                 | Schwedter Straße 2 · | Leo Freundlich        |
|              | HIER WOHNTE RENATE FREUNDLICH GEB. 1923 DEPORTIERT 1942 AUSCHWITZ ERMORDET 1943                  | Schwedter Straße 2 · | Renate Freundlich     |
|              | HIER WOHNTE SIEGESMUND FREUNDLICH GEB. 1925 KINDERTRANSPORT 1939 ENGLAND USA                     | Schwedter Straße 2 · | Siegesmund Freundlich |
|              | HIER WOHNTE GERHARD GERSON JG. 1920 SCHICKSAL UNBEKANNT                                          | Jägerstraße 2 ·      | Gerhard Gerson        |
|              | HIER WOHNTE GÜNTER GERSON JG. 1924 SCHICKSAL UNBEKANNT                                           | Jägerstraße 2 ·      | Günter Gerson         |
|              | HIER WOHNTE HUGO GERSON JG. 1884 DEPORTIERT 1942 SCHICKSAL UNBEKANNT                             | Jägerstraße 2 ·      | Hugo Gerson           |
|              | HIER WOHNTE KARL-HEINZ GERSON JG. 1921 DEPORTIERT 1942 SCHICKSAL UNBEKANNT                       | Jägerstraße 2 ·      | Karl-Heinz Gerson     |
|              | HIER WOHNTE ROSA GERSON GEB. BITTERMANN JG. 1895 DEPORTIERT 1942 SCHICKSAL UNBEKANNT             | Jägerstraße 2 ·      | Rosa Gerson           |
|              | HIER WOHNTE WOLFGANG GERSON JG. 1932 SCHICKSAL UNBEKANNT                                         | Jägerstraße 2 ·      | Wolfgang Gerson       |

## Verlegungen
- 27. Oktober 2012: Jägerstraße 2
- 21. Oktober 2014: Schwedter Straße 2[1]